# Кроблиці-Пенховські
Кроблиці-Пенховські (пол. Kroblice Pęchowskie) — село в Польщі, у гміні Клімонтув Сандомирського повіту Свентокшиського воєводства.
Населення — 117 осіб (2011).
У 1975-1998 роках село належало до Тарнобжезького воєводства.

## Демографія
Демографічна структура на день 31 березня 2011 року:
|          | Загалом | Допрацездатний вік | Працездатний вік | Постпрацездатний вік |
| -------- | ------- | ------------------ | ---------------- | -------------------- |
| Чоловіки | 56      | 10                 | 40               | 6                    |
| Жінки    | 61      | 13                 | 32               | 16                   |
| Разом    | 117     | 23                 | 72               | 22                   |